# Casasia domingensis
Casasia domingensis är en måreväxtart som först beskrevs av Dc., och fick sitt nu gällande namn av Ignatz Urban. Casasia domingensis ingår i släktet Casasia och familjen måreväxter. Inga underarter finns listade i Catalogue of Life.